# アゾベンゼンレダクターゼ
アゾベンゼンレダクターゼ（azobenzene reductase）は、次の化学反応を触媒する酸化還元酵素である。
N,N-ジメチル-1,4-フェニレンジアミン + アニリン + NADP+ {\displaystyle \rightleftharpoons } 4-(ジメチルアミノ)アゾベンゼン + NADPH + H+
反応式の通り、この酵素の基質はN,N-ジメチル-1,4-フェニレンジアミンとアニリンとNADP+とH2O、生成物は4-(ジメチルアミノ)アゾベンゼンとNADPHとH+である。
組織名はN,N-dimethyl-1,4-phenylenediamine, aniline:NADP+ oxidoreductaseである。